# Die Hinrichtung der Lady Jane Grey
Die Hinrichtung der Lady Jane Grey (oft auch nur Jane Grey; französisch Le Supplice de Jane Grey) ist ein monumentales Ölgemälde des Malers Paul Delaroche. Das 1833 entstandene Bild zeigt Delaroches Interpretation der letzten Minuten der englischen „Neuntagekönigin“ Jane Grey. Es hängt zentral im Raum für französische Malerei des frühen 19. Jahrhunderts in der National Gallery in London.
Das Gemälde zeigt Jane Grey in einer Kammer des Towers vor ihrer Hinrichtung, geleitet von Sir John Brydges, dem damaligen Konstabler des Tower. Rechts neben ihr wartet bereits der Henker, links sind zwei trauernde Frauen zu sehen.
Obwohl die Darstellung nur wenig Ähnlichkeiten mit den realen Ereignissen 300 Jahre vor Entstehung des Gemäldes hat, trug sie doch maßgeblich dazu bei, das öffentliche Bild des Tower of London und das von Jane Grey zu formen. Das Bild war bereits bei seiner ersten Veröffentlichung 1834 im Pariser Salon eine Sensation und sorgte europaweit für Diskussionsstoff. Zusammen mit den Prinzen im Tower gehört es zu den bekanntesten Werken von Delaroche. Es ist seit Langem ein Publikumsmagnet der National Gallery, gilt vielen Kunsthistorikern aber als rührselig und albern.

## Bildbeschreibung
Die Szene spielt in einem dunklen Raum im Tower von London. Zentrale Figur des Gemäldes ist die junge, weiß gekleidete Jane Grey, die dem Betrachter das Gesicht zuwendet. Sie kniet auf einem Polster. Durch eine Augenbinde am Sehen gehindert, tastet sie nach dem Richtblock vor ihr, auf dem sie enthauptet werden soll. Der Konstabler des Towers, ein älterer Mann, hält, um sie zu führen, behutsam ihre Arme. Rechts von Grey steht der Henker, der gesenkten Blickes ruhig darauf wartet, dass er seine Arbeit verrichten kann. Links von ihr sind zwei ehemalige Bedienstete der Königin zu sehen. Während die eine Frau sich, dem Betrachter abgewandt, elegisch mit gebeugtem Kopf und erhobenen Armen an eine massive Säule lehnt, sitzt die andere daneben am Boden und scheint der Ohnmacht nahe.
Die Bediensteten tragen der Mode der Tudor-Zeit entsprechende Kleider, Greys Kleid dagegen – sein Weiß sticht aus dem Bild heraus – ist moderner. Es zeigt wesentlich mehr vom jugendlichen Körper der gestürzten Königin, als es ein zeitgenössisches Kleid hätte tun können.
Sowohl Konstabler als auch Henker scheinen in ihrer Haltung und ihrem Gesichtsausdruck Anteilnahme mit Jane Grey auszudrücken, was sie jedoch offenbar nicht von ihrem Tun abbringt.
Unter dem Block, auf den Grey ihren Hals legen soll, liegt Stroh, um das Blut aufzufangen. Dies sowie das mächtige Beil des Henkers weist auf die kurz bevorstehende Exekution hin.
Wie in seinen anderen Bildern auch, gelingt Delaroche eine Verbindung von klassischer akademischer Kunst und moderner romantischer Bewegung, die das Oxford Dictionary of Art als „akademisch und handwerklich tadellos, aber mit dem Aroma der Romantik“ ausgestattet kennzeichnet. Obwohl er handwerklich klassische Stilmittel verwendet und zur Erschaffung des Gemäldes umfangreiche historische Studien betrieb, gelingt ihm doch ein romantischer Ausdruck. Das Gemälde ist auf größtmögliche Wirkung und Pathos ausgelegt. Es zeigt Grey in ihrem unsichersten und verwundbarsten Moment und zielt dabei ebenso auf den Grusel des Betrachters wie auf die Wirkung der verletzlichen, unschuldigen jungen Frau als wehrloses Opfer.

## Entstehung
Jane Grey war neun Tage lang englische Königin, bevor sie abgesetzt und 1554 im Alter von 16 Jahren auf dem Tower Green im Tower of London hingerichtet wurde. Grey, die bis dahin ein unauffälliges Leben geführt hatte, wurde im Rahmen der religiösen Auseinandersetzungen Englands als einzig mögliche protestantische Thronfolgerin ausersehen. Nach anfänglichem Zögern und erst auf massiven Druck der protestantischen Partei bestieg sie den Thron, wurde aber nur neun Tage später von ihrer katholischen Cousine Maria I. abgesetzt und schließlich hingerichtet. Die Geschichte der jungen „Neuntagekönigin“ hat seitdem die Engländer fasziniert und zu einer reichhaltigen künstlerischen Verarbeitung geführt.

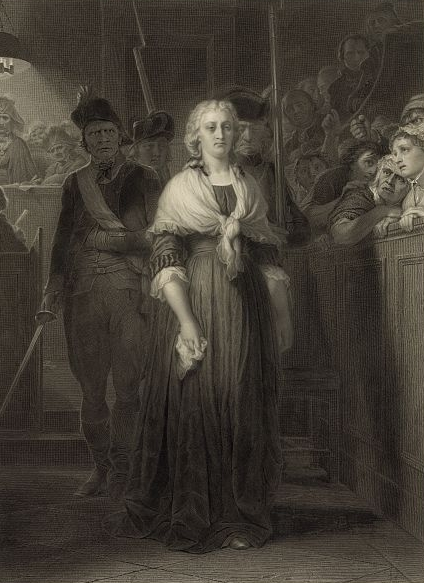
Kupferstich von Alphonse François nach einem Gemälde von Paul Delaroche: Marie Antoinette auf dem Weg zum revolutionären Tribunal (1857)

Delaroche selbst malte in einer Zeit, in der die blutigen Ereignisse der französischen Revolution und ihrer Folgen den meisten Zeitgenossen noch gegenwärtig waren. Im Werke Delaroches lässt sich eine Entwicklung feststellen, die auf diese Ereignisse zusteuert. Sein Schaffen beginnt mit oftmals drastischer Historienmalerei, wobei er solche Szenen wie die Hinrichtung von Jane Grey bevorzugt, nähert sich im Laufe der Zeit jedoch thematisch und zeitlich immer mehr der französischen Revolution an. Die Hinrichtung einer amtierenden Monarchin spielt auf Ereignisse dieser historischen Periode an, die Delaroche in späteren Jahren auch explizit darstellt (siehe Abbildung).
Delaroche verließ sich bei dem Gemälde außer auf seine künstlerische Inspiration auf historische Quellen. So kursierte die Geschichte, dass Jane Grey gefasst zur Hinrichtung gegangen, ruhig einen Psalm gesprochen, und die Augenbinde angelegt hätte. Danach sei sie allerdings in Panik geraten, hätte den Block gesucht, und wäre gestolpert. Diese Szene, über deren Wahrheitsgehalt sich die Geschichtswissenschaft nicht einig ist, wird von Delaroche dargestellt. Insgesamt zeigt sich das Gemälde deutlich mehr beeinflusst von der protestantischen Propaganda des 16. Jahrhunderts als dem nachvollziehbaren Ablauf der Ereignisse.

## Rezeption
Bei seiner Präsentation im Pariser Salon 1834 sorgte das Bild für ein Aufsehen, wie es dort nur alle paar Jahre ein Ausstellungsstück hervorrief. Nur vier Jahre früher hatte Louis-Philippe I. in der Julirevolution die Macht von Karl X. erlangt. Königsabsetzung und Machtübergang war ein geläufiges Thema der Zeit. Die Einschätzungen von Delaroches Bild allerdings waren verschieden. Während Louis-Philippe die Ereignisse um Jane Grey als Gegensatz zur eigenen friedlichen und legitimen Machtübernahme sah, nutzten seine politischen Gegner die Popularität des Bildes für ihre Zwecke. Nur wenige Wochen nach der Eröffnung des Pariser Salons veröffentlichte die Zeitschrift La Caricature eine Karikatur, die Louis-Philippe als Konstabler des Towers zeigte, und Libertas als Jane Grey.
Delaroches Bild ist ein herausragendes Beispiel für die künstlerische Uminterpretation der Geschichte. Diente Jane Grey schon lange als Projektionsfläche für romantische Erzählungen der englischen Geschichte, begann sich dieses Bild im 19. Jahrhundert zu wandeln. Bis dahin galt sie als romantische Heldin, die für den rechten Glauben kämpft und daran zugrunde geht. Delaroches Gemälde nimmt eine Umdeutung vor. In seinem Bild ist Jane Grey nicht mehr die kämpferische Heldin, sondern ein unschuldiges Opfer. Das Bild löste damit einen Trend aus, in dessen Verlauf Grey immer hilfloser und kindhafter porträtiert wurde.

## Geschichte des Bildes
Delaroche verkaufte das Gemälde bei der Ausstellung im Pariser Salon an den russischen Aristokraten Anatole Demidoff. Von diesem erwarb es im Jahr 1870 ein englischer Geschäftsmann, der es 1902 der National Gallery stiftete. In den folgenden Jahrzehnten wechselte das Kunstwerk mehrfach zwischen National Gallery und Tate Gallery. Nach dem Themsehochwasser von 1928, das auch die Tate überflutet hatte, galt es als unrettbar zerstört. Es war aber nur beschädigt worden. Dennoch verschwand es für mehrere Jahrzehnte im Depot des Museums. Erst 1973 besann sich die National Gallery eines anderen und restaurierte das Gemälde. Als es 1975 das erste Mal wieder gezeigt wurde, war es in der Öffentlichkeit vollkommen in Vergessenheit geraten. Die National Gallery brachte zu dieser Zeit weder ihm noch seinem Maler viel Wertschätzung entgegen. Öffentlich gab sie bekannt, die einzige interessante Frage zum Werk Delaroches sei, warum ausgerechnet er zu Lebzeiten so populär gewesen sei.
Anfangs fand das Bild seinen Platz in einem Gang zwischen zwei Galerien der National Gallery. Als es jedoch später in den Raum für französische Malerei des frühen 19. Jahrhunderts gehängt wurde, führte dies zu einer kleinen Renaissance des Malers Delaroche. Aufgrund seiner schieren Größe von knapp zweieinhalb mal drei Metern dominiert das Bild den Raum. Im Jahre 2010 widmete die National Gallery Delaroche und Jane Grey sogar eine eigene Sonderausstellung unter dem Titel Painting History: Delaroche and Jane Grey. Von März bis Mai 2012 war es im Louvre zu sehen.
Da Delaroche einer der populärsten Maler seiner Zeit war, wurde jedes seiner Bilder auch als Kupferstich für ein breiteres Publikum hergestellt. Zwar sagte Delaroche die Jane Grey bereits 1834 dem Kupferstecher Paul Mercuri zu, doch der Stich erschien erst 1857.